# Gare de Galugnano
La gare de Galugnano est une gare ferroviaire de la ligne de Lecce à Otranto (it). Elle est située à Galugnano (it), localité de la commune de San Donato di Lecce, dans la région des Pouilles, en Italie.
C'est une gare des Chemins de fer du Sud-Est (Ferrovie del Sud Est) .

## Service des voyageurs

### Desserte
Galugnano est desservie par un train régional de la relation Lecce - Zollino - Nardo - Gallipoli.